# Dragensdorf
Dragensdorf is een plaats en voormalige gemeente in de Duitse deelstaat Thüringen, en maakt deel uit van de gemeente Dittersdorf in het district Saale-Orla-Kreis.